# Zoltan Lunka
Zoltan Lunka (Miercurea Nirajului, Rumania, 22 de mayo de 1970) es un deportista alemán que compitió en boxeo.
Participó en los Juegos Olímpicos de Atlanta 1996, obteniendo una medalla de bronce en el peso mosca. Ganó una medalla de oro en el Campeonato Mundial de Boxeo Aficionado de 1995, en el mismo peso.

## Palmarés internacional
| Juegos Olímpicos   | Juegos Olímpicos         | Juegos Olímpicos  | Juegos Olímpicos |
| Año                | Lugar                    | Medalla           | Categoría        |
| ------------------ | ------------------------ | ----------------- | ---------------- |
| 1996               | Atlanta (Estados Unidos) | Medalla de bronce | 51 kg            |
| Campeonato Mundial |                          |                   |                  |
| Año                | Lugar                    | Medalla           | Categoría        |
| 1995               | Berlín (Alemania)        | Medalla de oro    | 51 kg            |